# Кубок Австрії з футболу 1979—1980
Кубок Австрії з футболу 1979–1980 — 46-й розіграш кубкового футбольного турніру в Австрії. Титул здобула Аустрія (Відень).

## Календар
| Раунд        | Дата                         | Матчі | Клуби   |
| ------------ | ---------------------------- | ----- | ------- |
| Перший раунд | 11-12 серпня 1979            | 22    | 54 → 32 |
| 1/16 фіналу  | 18 серпня - 1 листопада 1979 | 16    | 32 → 16 |
| 1/8 фіналу   | 31 жовтня - 6 листопада 1979 | 8     | 16 → 8  |
| 1/4 фіналу   | 7-30 квітня 1980             | 4     | 8 → 4   |
| 1/2 фіналу   | 13 травня 1980               | 2     | 4 → 2   |
| Фінал        | 27 травня/10 червня 1980     | 2     | 2 → 1   |

## Перший раунд
| Команда 1            | Рахунок      | Команда 2                        |
| -------------------- | ------------ | -------------------------------- |
| 11-12 серпня 1979    |              |                                  |
| Тамшвег (3)          | 2:1 дч       | ФК Дорнбірн (3)                  |
| Гредіг (3)           | 0:5          | Зальцбургер 1914 (3)             |
| Шпітталь (3)         | 1:3          | Аустрія (Клагенфурт) (2)         |
| Адміра Дорнібрн (3)  | 0:1          | Шварц-Вайсс Брегенц/Дорнібрн (2) |
| ШПГ Інсбрук (2)      | 1:2          | Ваккер (Інсбрук) (2)             |
| Уніон Вельс (3)      | 5:0          | Лейтгапродершдорф (3)            |
| Реннвег (3)          | 0:1 дч       | Нойзідль (3)                     |
| Вайдгофен/Іббс (3)   | 1:3          | Кіттзее (3)                      |
| Вінер-Нойштадт (3)   | 0:3          | Айзенштадт (2)                   |
| Гайд Штоккерау (2)   | 3:2          | Зіммерингер (2)                  |
| Тімелькам (4)        | 1:5          | Капфенберг (2)                   |
| Дойчландсберг (4)    | 0:2          | Вольфсбергер (2)                 |
| Бернбах (4)          | 1:2          | ШФ Санкт-Файт (2)                |
| Санкт-Магдалена (3)  | 1:6          | Філлахер (2)                     |
| ШКА Санкт-Файт (2)   | 3:3 пен. 4:2 | Флавія Солва (3)                 |
| Форвертс (Штайр) (2) | 0:0 пен. 2:4 | Донавіц (Леобен) (2)             |
| Баденер (3)          | 0:1 дч       | Швехат (3)                       |
| ШВ Дорнбірн (3)      | 4:2          | Гетцис (3)                       |
| Унтерзібенбрунн (3)  | 0:2          | Фаворітнер (2)                   |
| Ганнершдорф (4)      | 1:0          | Слован (Відень) (3)              |
| Швац (3)             | 0:2          | Рапід (Лієнц) (4)                |
| Галл (3)             | 2:2 пен. 4:2 | Аніф (3)                         |

## 1/16 фіналу
| Команда 1                        | Рахунок      | Команда 2                |
| -------------------------------- | ------------ | ------------------------ |
| 18 серпня 1979                   |              |                          |
| ШВ Дорнбірн (3)                  | 4:0          | Галл (3)                 |
| Уніон Вельс (3)                  | 1:0          | Айзенштадт (2)           |
| Донавіц (Леобен) (2)             | 2:2 пен. 3:5 | Аустрія (Клагенфурт) (2) |
| Вольфсбергер (2)                 | 1:0          | Філлахер (2)             |
| 19 серпня 1979                   |              |                          |
| Фаворітнер (2)                   | 0:2 дч       | Кіттзее (3)              |
| 21 серпня 1979                   |              |                          |
| Шварц-Вайсс Брегенц/Дорнібрн (2) | 0:1          | Аустрія (Зальцбург)      |
| 22 серпня 1979                   |              |                          |
| ШКА Санкт-Файт (2)               | 1:4          | ФОЕСТ (Лінц)             |
| Рапід (Лієнц) (4)                | 0:1 дч       | Зальцбургер 1914 (3)     |
| Тамшвег (3)                      | 2:4          | Грацер                   |
| Нойзідль (3)                     | 1:4          | Адміра/Ваккер            |
| Швехат (3)                       | 1:4          | Вінер Шпорт-Клуб         |
| Капфенберг (2)                   | 0:1          | Штурм                    |
| ШФ Санкт-Файт (2)                | 2:2 пен. 4:3 | Ферст Вієнна             |
| Ваккер (Інсбрук) (2)             | 2:2 пен. 4:1 | ЛАСК Лінц                |
| Гайд Штоккерау (2)               | 1:2          | Аустрія (Відень)         |
| 1 листопада 1979                 |              |                          |
| Ганнершдорф (4)                  | 1:7          | Рапід (Відень)           |

## 1/8 фіналу
| Команда 1            | Рахунок      | Команда 2                |
| -------------------- | ------------ | ------------------------ |
| 31 жовтня 1979       |              |                          |
| Адміра/Ваккер        | 1:4          | Аустрія (Відень)         |
| Аустрія (Зальцбург)  | 2:1          | Штурм                    |
| Грацер               | 1:3 дч       | Аустрія (Клагенфурт) (2) |
| Вінер Шпорт-Клуб     | 1:0 дч       | Ваккер (Інсбрук) (2)     |
| 1 листопада 1979     |              |                          |
| Вольфсбергер (2)     | 2:2 пен. 3:2 | Уніон Вельс (3)          |
| Зальцбургер 1914 (3) | 0:1          | Кіттзее (3)              |
| ШВ Дорнбірн (3)      | 0:1          | ШФ Санкт-Файт (2)        |
| 6 листопада 1979     |              |                          |
| ФОЕСТ (Лінц)         | 2:1          | Рапід (Відень)           |

## 1/4 фіналу
| Команда 1                | Рахунок      | Команда 2           |
| ------------------------ | ------------ | ------------------- |
| 7 квітня 1980            |              |                     |
| Вольфсбергер (2)         | 0:3          | Аустрія (Зальцбург) |
| ШФ Санкт-Файт (2)        | 1:1 пен. 5:3 | Вінер Шпорт-Клуб    |
| Аустрія (Клагенфурт) (2) | 1:1 пен. 3:5 |                     |
| 30 квітня 1980           |              |                     |
| ФОЕСТ (Лінц)             | 1:3          | Аустрія (Відень)    |

## 1/2 фіналу
| Команда 1           | Рахунок | Команда 2         |
| ------------------- | ------- | ----------------- |
| 13 травня 1980      |         |                   |
| Аустрія (Зальцбург) | 2:1     | ШФ Санкт-Файт (2) |
| Аустрія (Відень)    | 2:0     | Кіттзее (3)       |

## Фінал
| Команда 1                | Заг. | Команда 2        | 1-й матч | 2-й матч |
| ------------------------ | ---- | ---------------- | -------- | -------- |
| 27 травня/10 червня 1980 |      |                  |          |          |
| Аустрія (Зальцбург)      | 1:2  | Аустрія (Відень) | 1:0      | 0:2      |

### Перший матч
| 27 травня 1980 |

| Аустрія (Зальцбург) | 1:0      | Аустрія (Відень) |
| ------------------- | -------- | ---------------- |
| Вайсс 26'           | Протокол |                  |

| Леен, Зальцбург Глядачів: 7 500 Арбітр: Горст Бруммаєр |

### Повторний матч
| 10 червня 1980 |

| Аустрія (Відень)        | 2:0      | Аустрія (Зальцбург) |
| ----------------------- | -------- | ------------------- |
| Шахнер 20' Гасселіх 70' | Протокол |                     |

| Пратерштадіон, Відень Глядачів: 8 000 Арбітр: Еріх Лінемайр |